# Cymothoe coccinata
Cymothoe coccinata är en fjärilsart som beskrevs av William Chapman Hewitson 1874. Cymothoe coccinata ingår i släktet Cymothoe och familjen praktfjärilar. Inga underarter finns listade i Catalogue of Life.

## Bildgalleri

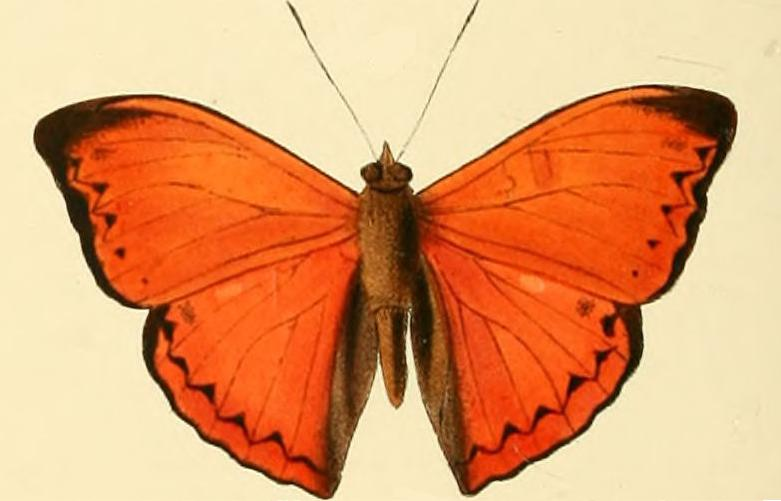